# 非隨機雙液體模型

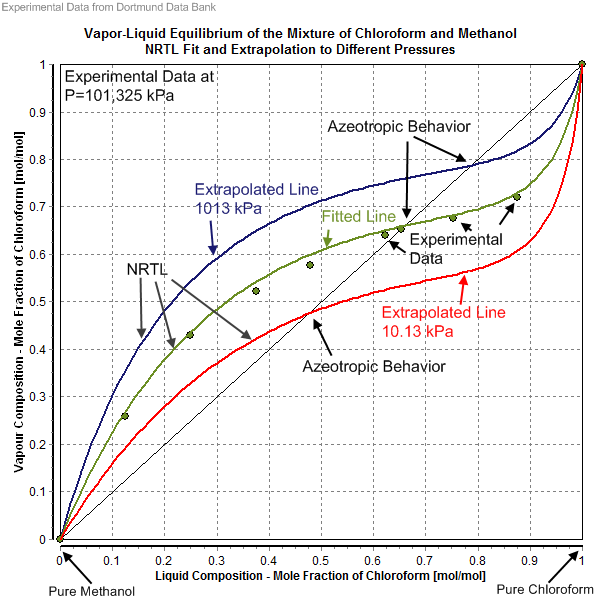
不同壓力下，以NRTL模型擬合氯仿與甲醇混合物的汽液平衡關係。

非隨機雙液體模型，簡稱NRTL模型，是一個描述化合物活性係數（{\displaystyle \gamma _{i}}）與液相莫耳分率（{\displaystyle x_{i}}）關係的活性係數模型。經常被應用於化學工程領域以進行相平衡計算。NRTL模型概念是基於威爾遜假說，即分子周圍的局部濃度與整體濃度不同；不同的原因在於中心分子和同種分子的相互作用能量（{\displaystyle U_{ii}}）與和異種分子者（{\displaystyle U_{ij}}）不同。此能量差也在局部層面引入非隨機性。NRTL模型屬於所謂的局部組成模型。其他的這類模型有威爾遜模型、UNIQUAC模型以及官能基貢獻模型UNIFAC等。由於假設分子{\displaystyle i}與分子{\displaystyle j}周圍局部組成無關，因此當這類局部組成模型被應用在單一真實混合物流體時，在熱力學上並不一致。前述的假設已被Flemr於1976年證實為非真實的了。不過，當應用在假設雙液體模型時是一致的。

## 推導
如Wilson（1964年）、Renon與Prausnitz（1968年）等人從局部組成理論出發，但與Wilson等人使用弗洛里－哈金斯（Flory－Huggins）體積表示式不同，NRTL模型假設局部組成如下：
{\displaystyle {\frac {x_{21}}{x_{11}}}={\frac {x_{2}}{x_{1}}}{\frac {\exp(-\alpha _{21}g_{21}/RT)}{\exp(-\alpha _{11}g_{21}/RT)}}}
其中包含新的「非隨機性」參數α。過剩吉布斯能則可由下式表示：
{\displaystyle {\frac {G^{ex}}{RT}}=\sum _{i}^{N}x_{i}{\frac {\sum _{j}^{N}\tau _{ji}G_{ji}x_{j}}{\sum _{k}^{N}G_{ki}x_{k}}}}.
與Wilson方程式不同，NRTL模型可以預測部份混溶的混合物。